# Łytwyniwka (obwód czerkaski)
Łytwyniwka (ukr. Литвинівка) – wieś na Ukrainie, w obwodzie czerkaskim, w rejonie humańskim. W 2001 liczyła 772 mieszkańców, wśród których 756 jako ojczysty język wskazało ukraiński, a 16 rosyjski.